# Johan Wichtman
Johan Henricsson Wichtman, född 3 juni 1803 i Vichtis i Sverige, död 28 mars 1868 i Sjundeå i Storfurstendömet Finland, var en finlandssvensk präst och pedagog.

## Biografi

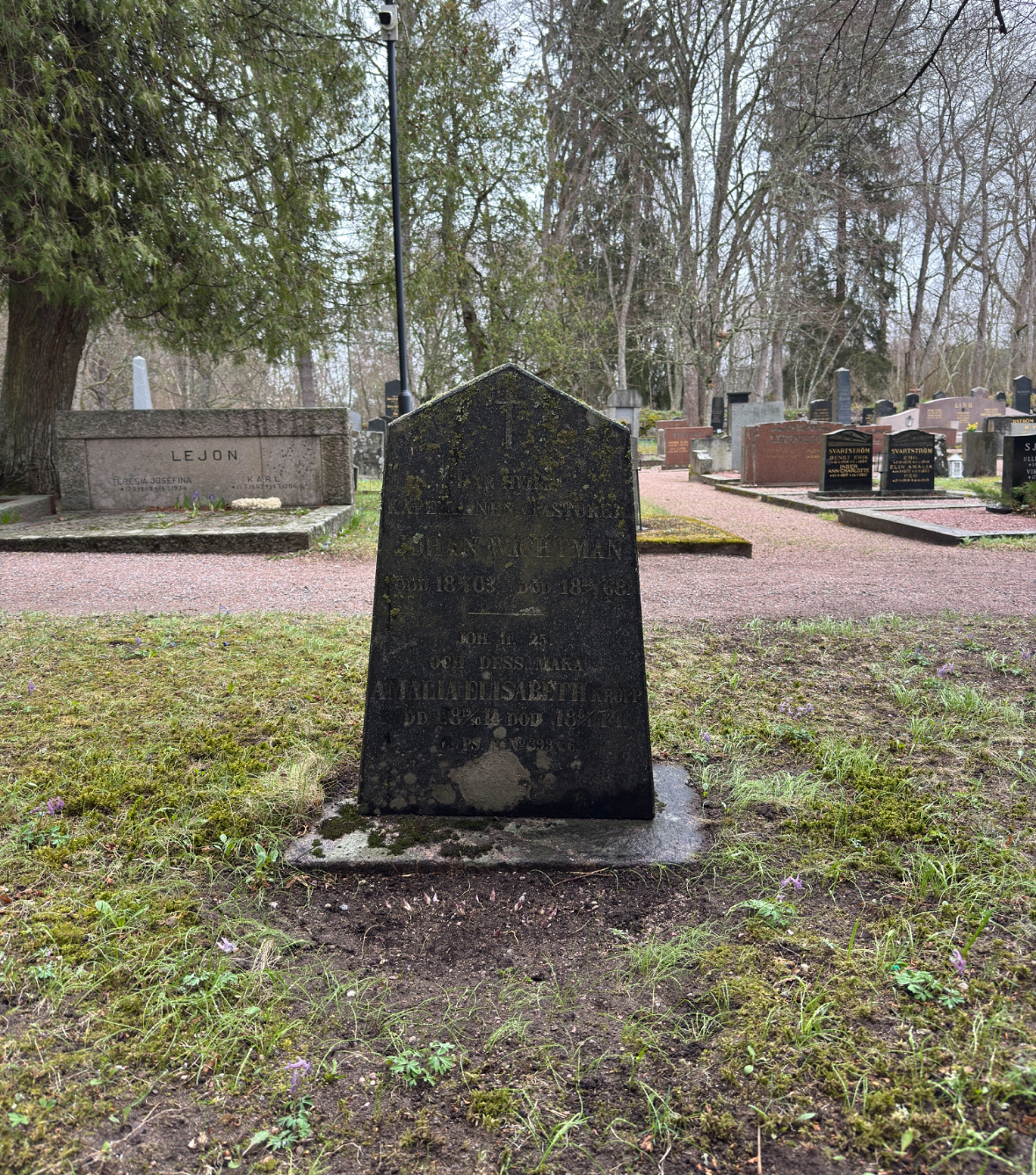
Wichtmans grav på Sjundeå begravningsplats.

Johan Wichtman föddes i Oravala by i Vichtis som son till hemmansägaren Henrik Henriksson Wichtman från Tynni gård i Vabby i Lojo, och hans hustru Kristina Henriksdotter. Wichtman gifte sig med Amalia Elisabeth Kropp, och paret fick två barn: Johan Alfrid Wichtman och Johan Axel Wichtman.
Wichtman började studera vid Åbo katedralskola den 28 februari 1818 och utexaminerades den 15 juni 1824. Han prästvigdes i Åbo stift den 19 december 1829. Före sin prästvigning arbetade Wichtman som tillförordnad pedagog i Ekenäs åren 1827–1829. Från Ekenäs flyttade han till Vichtis församling som hjälppredikant 1829, och följande år tillträdde han tjänsten som kaplan i Pojo församling. Samtidigt som han verkade som kaplan i Pojo undervisade han även vid Lancaster-skolan i Fiskars. År 1840 kom Wichtman till Sjundeå församling som kaplan. Han tjänstgjorde även som tf. kyrkoherde i Sjundeå under åren 1841–1855. Wichtman avled i Sjundeå den 28 mars 1868. Han är begravd på Sjundeå begravningsplats.